# Espinosa de Cervera
Espinosa de Cervera település Spanyolországban, Burgos tartományban. Espinosa de Cervera Caleruega, Valdeande, Santa María del Mercadillo, Ciruelos de Cervera, Santo Domingo de Silos és Arauzo de Miel községekkel határos. Lakosainak száma 85 fő (2024).

## Népesség
A település népessége az utóbbi években az alábbiak szerint változott:
| Lakosok száma | 108  | 99   | 104  | 107  | 99   | 101  | 100  | 100  | 90   | 85   |
|               | 2001 | 2004 | 2006 | 2009 | 2011 | 2014 | 2016 | 2019 | 2021 | 2024 |